# Ceceo

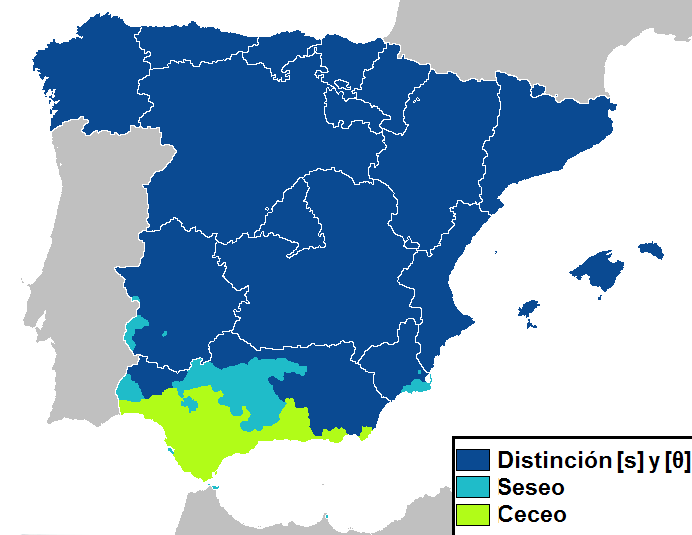
Carta de les zones europees on es parla espanyol. Les zones c en verd.

El ceceo o zetacisme és un fenomen lingüístic que en llengua espanyola implica que els fonemes de l'espanyol peninsular /s/ i /θ/ (el segon és el so de <z> en espanyol peninsular septentrional) es pronuncien de la mateixa manera, és a dir, com a sibilant dental [s̪̟] (similar a la consonant fricativa dental sorda [θ] encara que no idèntica fonèticament).
En el domini de l'espanyol el zetacisme és una característica del dialecte andalús, especialment partint del sud-oest d'Andalusia fins a la zona del ponent d'Almeria, a partir d'on solament apareix al Nord i Est en punts isolats. Històricament el fenomen va ser notat als segles XV i XVI en textos del sud d'Espanya, on apareixien formes com paço en lloc de passo (d'aquest fenomen se'n deia ''çeçeo'') o caça en lloc de casa (a aquest altre hom en va dir ''zezeo'').

## Distribució espacial

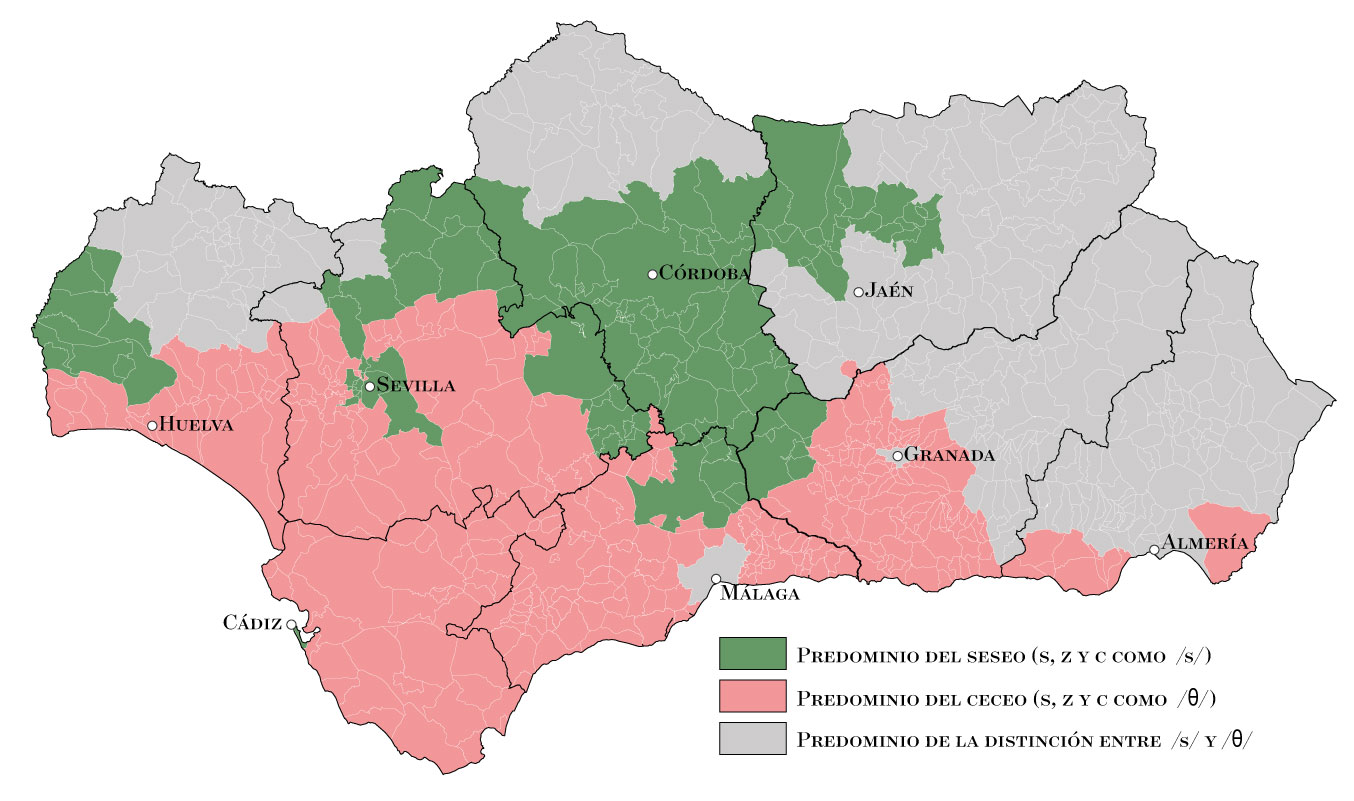
En la carta es poden veure a grans trets les zones d encara que no hi sigui indicada.

L'extensió andalusa d'aquest tret és aproximadament la que es recull en els estudis del ALEA (Atles Lingüístic i Etnogràfic d'Andalusia). Per tant, la zona de domini ''ceceant'' s'estendria per la pràctica totalitat de la província de Cadis, exceptada la ciutat de Cadis que és majoritàriament ''seseant'', la major part de Màlaga, exceptuant la zona de Antequera, la meitat sud de les províncies de Huelva, Sevilla i Granada i la comarca del ponent d'Almeria. A més hi ha alguns nuclis de població ''ceceants'' isolats de l'entorn majoritari ''seseant'' a Jaén i Còrdova.
A les principals ciutats andaluses no ''ceceants'' en zona de domini ''ceceant'', com és el cas de Sevilla i Cadis (''seseants'') o Granada (de dominació actual distingidora amb una gran quantitat de ''seseants''), existeix una notable població ''ceceant'' d'origen no autòcton, que sol conservar en certa manera el seu tret lingüístic matern.
A desgrat que és un xic infreqüent, s'ha trobat el zetacisme també en certes parts de Llatinoamèrica. Els "dialectòlegs molt atents han trobat en racons americans com claps de s ceceada". Per exemple, es troba ocasionalment a Puerto Rico, Hondures i Veneçuela. També, una publicació de la Universitat d'Oviedo nota que hi ha parlants ''ceceants'' a Argentina i Xile.
Estatística
La següent taula mostra els percentatges de seseo, zetacisme i distinció en tres ciutats seleccionades, segons dades preses entre 1982 i 1992.
| Ciutat               | Seseo | Zetacisme | Distinció |
| -------------------- | ----- | --------- | --------- |
| Sevilla              | 87 %  | 6 %       | 7 %       |
| Jerez de la Frontera | 44 %  | 47 %      | 9 %       |
| Granada              | 42 %  | 11 %      | 47 %      |

## Consideracions socials
Històricament el zetacisme ha tingut molt pitjor acceptació social que el seseo, l'altra solució possible d'aquesta característica fonètica dialectal que és el zetacisme/seseo, conegut també com indistinció. Antany els parlants cultes de les zones de zetacisme andaluses canviaven aquesta articulació per la ''seseant''.
En l'actualitat existeix en certs individus de zetacisme matern, la tendència en situacions de tensió idiomàtica, a substituir la seva indistinción ''ceceant'' per la distinció, normalment andalusa (amb aquest predorsal o coronal plana).
Nogensmenys, actualment la pronunciació ''ceceant'' està més ben valorada entre els parlants que la practiquen i la consideració social del fenomen ha perdut normalment, dins l'entorn majoritari del seu ús i en menor mesura en la resta d'Andalusia, l'estigma que implicava enfront del ''seseo'' o la distinció.
En l'actualitat, majoritàriament els ''ceceants'' ja no veuen necessitat de renunciar al zetacisme i solament manifesten un canviament envers la distinció o el ''seseo'' ocasionalment, en contextos conversacionals de tensió lingüística en els quals algun interlocutor sigui ''no-ceceant''.
En català els termes populars són xafallós/cefallós, sarfallós, papissot o palpissot; i tot pronunciant la s inicial com una zeta castellana hom parla de fer la cebeta, fer sopes.